# Посёлок Льнозавода (Владимирская область)
Посёлок Льнозавода (Льнозавод) — посёлок в Судогодском районе Владимирской области, входит в состав Головинского сельского поселения.

## География
Посёлок расположен в 3 км на восток от центра поселения посёлка Головино и в 25 км на запад от райцентра города Судогда.

## Население
| 2002 | 2010 | 2021 |
| ---- | ---- | ---- |
| 35   | ↘34  | ↘31  |